# Mark Sherwin
Mark Dennis Sherwin (ur. 22 stycznia 1970 w Adelaide) – lekkoatleta z Wysp Cooka, olimpijczyk.

## Kariera
Dwukrotny uczestnik igrzysk olimpijskich (IO 1992, IO 1996), podczas których wystartował w biegu na 100 m. W Barcelonie osiągnął wynik 11,53 – był to 76. czas eliminacji. Wśród zawodników sklasyfikowanych słabsze rezultaty osiągnęli wyłącznie Ahmed Al-Moamari Bashir z Omanu i Sitthixay Sacpraseuth z Laosu. Cztery lata później w Atlancie przebiegł ten dystans w czasie 11,41, osiągając 102. czas eliminacji wśród 106 zawodników.
Trzykrotny uczestnik mistrzostw świata (1987, 1991, 1993). W 1987 roku osiągnął przedostatni 45. czas eliminacji w biegu na 200 m (23,41). Cztery lata później wystąpił na dystansie 100 m i 200 m. W pierwszym z nich uzyskał 70. rezultat wśród 72 biegaczy (11,35), a w drugim 54. czas pośród 56 sklasyfikowanych sprinterów (22,68). W 1993 roku ponownie pobiegł na obu dystansach sprinterskich. W biegu na 100 m osiągnął wynik 11,37 (62. czas wśród 65 sklasyfikowanych zawodników), zaś w wyścigu na 200 m uzyskał wynik 22,82 (był to przedostatni 66. czas).
Wystąpił na Igrzyskach Wspólnoty Narodów 1990 w biegach na 100 m i 200 m, w których odpadł w eliminacjach (uzyskując odpowiednio wynik 11,37 i 22,87). Wielokrotny uczestnik igrzysk Południowego Pacyfiku i miniigrzysk Południowego Pacyfiku. Startował w biegach na 100 m i 200 m, jednak ani razu nie awansował do finału. 
Rekordy życiowe: bieg na 100 m – 10,6 lub 10,97 (1993), bieg na 200 m – 22,68 (1991). W 2019 roku był rekordzistą Wysp Cooka w biegu na 100 m.